# Chobiszqali
Der Chobiszqali (georgisch ხობისწყალი) ist ein Zufluss des Schwarzen Meeres in Georgien.
Der Chobiszqali entspringt im Egrissi-Gebirge, eine Gebirgskette östlich des Enguri-Stausees. Er verlässt das Bergland und durchfließt im Anschluss die Region Mingrelien und Oberswanetien in südsüdwestlicher Richtung. Dabei passiert er die Stadt Tschchorozqu. Später nimmt er seinen bedeutendsten Nebenfluss, den Tschaniszqali von rechts auf. Bei Chobi erreicht der Chobiszqali die Kolchische Tiefebene. Er wendet sich nun nach Westen und mündet nahe der Ortschaft Kulewi ins Schwarze Meer.
Der Chobiszqali hat eine Länge von 150 km. Er entwässert ein Areal von 1340 km². 30 km oberhalb der Mündung beträgt der mittlere Abfluss 44,2 m³/s. Maximale Abflüsse erreichen an dieser Stelle Werte von bis zu 333 m³/s. Ein Teil des Flusswassers wird zu Bewässerungszwecken abgeleitet.